# Ben E. King
Ben E. King (Henderson, 1938. szeptember 28. – Teaneck, 2015. április 30.) amerikai soul és R&B énekes. A The Drifters együttesben énekelt 1959-ben, majd szólónekes lett. A legsikeresebb dala a Stand by Me (1961), amelyet aztán százak vettek fel repertoárjukra.

## Pályafutása
1938. szeptember 28-án Benjamin Earl Nelson néven született az észak-karolinai Hendersonban. Kilencévesen (1947) családostul a New York állambeli Harlembe költöztek, ahol egyházi kórusokban kezdett énekelni. A középiskolában megalakított egy doo-wop csoportot, amely időnként fellépett az Apollo Színházban.
1955-ben csatlakozott a Five Crowns énekegyütteshez. Az első lemez ott Kinggel az I Can't Pretend című dal volt. A következő kislemez (Kiss and Make Upon) 1958-ban jelent meg. A Crowns The Drifters lett. A Drifters There Goes My Baby című száma a R&B toplista élére és a slágerlisták második helyére került. 1959-ben születtek meg a Dance with Me, True Love, True Love c. számok, amelyek szintén sikeresek voltak a R&B slágerlistákon.
Egy évvel később Ben E. King elhagyta a Drifterst, és szólókarrierbe kezdett. Ezután, 1959-ben még három számot vett fel a Drifters-szel, köztük a This Magic Moment-et, amely szintén helyezett lett R&B listákon. 1960-ban a Drifters-szel Save the Last Dance for Me / Nobody but Me a legnagyobb slágerlistájának élére került.
De 1960-ban King végleges kiválása megpecsélte a Drifters sorsát.
Az 1960-ban megszületett a Stand by Me. King legnagyobb slágere a Stand by Me lett. Aztán a R&B slágerlistán még további dalai is voltak, de az énekes fénykora véget ért.
2015-ben, 76 éves korában hunyt el. Feleségével 51 évig volt házas, három gyermeke született.

## Albumok
- 1961: Spanish Harlem
- 1962: Ben E. King Sings for Soulful Lovers
- 1962: Don’t Play That Song!
- 1964: Young Boy Blues
- 1964: Seven Letters
- 1967: What Is Soul?
- 1970: Rough Edges
- 1971: The Beginning of It All
- 1972: Audio Biography
- 1975: Supernatural
- 1976: I Had a Love
- 1977: Benny and Us
- 1978: Let Me Live in Your Life
- 1980: Music Trance
- 1981: Street Tough
- 1989: Stand by Me [7]

## Díjak
- 2009: North Carolina Music Hall of Fame
- 2012: Rock and Roll Hall of Fame